# 深尾重昌
深尾 重昌（ふかお しげまさ）は、江戸時代前期の土佐藩家老。深尾家2代当主。佐川2代領主。

## 生涯
慶長3年（1598年）、山内一豊の弟・康豊の三男として誕生した。
高岡郡佐川土居付家老の深尾重良の養子となる。寛永7年（1630年）、養父が隠居して家督を継ぐ。なお、重良には養子・重忠がいたが、藩命により重昌が継承することとなり、後に重忠は南宗深尾家を興している。
重昌は藩主一門や筆頭家老として藩政に重大な関係を持った。特に奉行・野中兼山に対しては、その藩政改革が行き詰まりを見せ、上士から不満を持たれていたため、藩主が山内忠豊に代わると、子・因幡重照や娘婿で家老の山内豊吉と共に連名で、3箇条の訴書を側近の孕石元政、生駒木工を通じて藩主の忠豊に提出し、兼山を失脚させるきっかけを作った。
寛文12年（1672年）、死去した。

## 系譜
- 父：山内康豊
  - 長兄：山内忠義（土佐藩2代藩主）
  - 次兄：山内政豊（良豊）
  - 弟：山内一唯
  - 姉妹：松下方綱室、後に西園寺公益室（慈教院 久野殿）
  - 姉妹：津田平八郎室、後に稲葉正成室（俗名 与祢/与子）
  - 姉妹：山内吉佐室（俗名 郷）
- 養父：深尾重良
  - 正室：深尾重忠の娘
  - 側室：尾川村農家の娘（俗名 呂久）
    - 子：深尾成直（内匠）
    - 子：深尾重歳
    - 子：深尾重照（嫡男）
    - 子：深尾重康
    - 子：深尾繁康
    - 娘：山内豊吉室